# Apteropeoedes nigroplagiatus
Apteropeoedes nigroplagiatus is een rechtvleugelig insect uit de familie Euschmidtiidae. De wetenschappelijke naam van deze soort is voor het eerst geldig gepubliceerd in 1903 door Bolívar.